# Клепачів
Клепачі́в — село в Україні, у Луцькому районі Волинської області. Входить до складу Луцької міської громади. Населення становить 451 осіб.
Неподалік від села розташована ботанічна пам'ятка природи «Дубовик».

## Історія
У 1906 році село Рожиської волості Луцького повіту Волинської губернії. Відстань від повітового міста 18 верст, від волості 12. Дворів 33, мешканців 236.
У 2017—2020 у складі Жидичинської сільської громади.
12 червня 2020 року, згідно з розпорядженням Кабінету Міністрів України  № 708-р, село увійшло до складу Луцької міської громади.
19 липня 2020 року, в результаті адміністративно-територіальної реформи та ліквідації Ківерцівського району, село увійшло до складу Луцького району.

## Населення
Згідно з переписом УРСР 1989 року чисельність наявного населення села становила 456 осіб, з яких 219 чоловіків та 237 жінок.
За переписом населення України 2001 року в селі мешкало 447 осіб.

### Мова
Розподіл населення за рідною мовою за даними перепису 2001 року:
| Мова       | Відсоток |
| ---------- | -------- |
| українська | 99,11 %  |
| російська  | 0,89 %   |